# Закони термодинаміки
Закони термодинаміки — набір законів фізики, що визначають властивості таких величин, що характеризують термодинамічні системи, як температура, енергія, ентропія.

## Закони

### Нульовий закон
Нульовий закон термодинаміки — теорема, яка формулюється таким чином: якщо дві системи перебувають у стані теплової рівноваги з третьою системою, то вони перебувають у стані теплової рівноваги та між собою. Очевидно, що стан теплової рівноваги є ніщо інше, як рівність температур.

### Перший закон
{\displaystyle Q=\Delta U+A}
Перший закон стверджує, що зміна внутрішньої енергії закритої системи, яка відбувається в рівноважному процесі переходу системи зі стану 1 в стан 2, дорівнює сумі роботи, зробленої над системою зовнішніми силами, і кількості теплоти, наданої системі.

### Другий закон
{\displaystyle dS={\frac {\delta Q}{T}}+{\frac {\delta W_{\mathrm {diss} }}{T}}}
Другий закон термодинаміки описує не спадання ентропії в ізольованій системі.

### Третій закон
{\displaystyle S=k{\text{ln}}\Gamma \,}
Третій закон стверджує, що ентропія прямує до нуля при абсолютному нулі температури.